# Неизвестный, Эрнст Иосифович
Эрнст Ио́сифович Неизве́стный (имя при рождении — Э́рик; 9 апреля 1925, Свердловск, Уральская область, СССР — 9 августа 2016, Нью-Йорк, США) — советский и американский скульптор. Лауреат Государственной премии Российской Федерации (1995). Член Латвийской академии наук. Участник Великой Отечественной войны.

## Биография

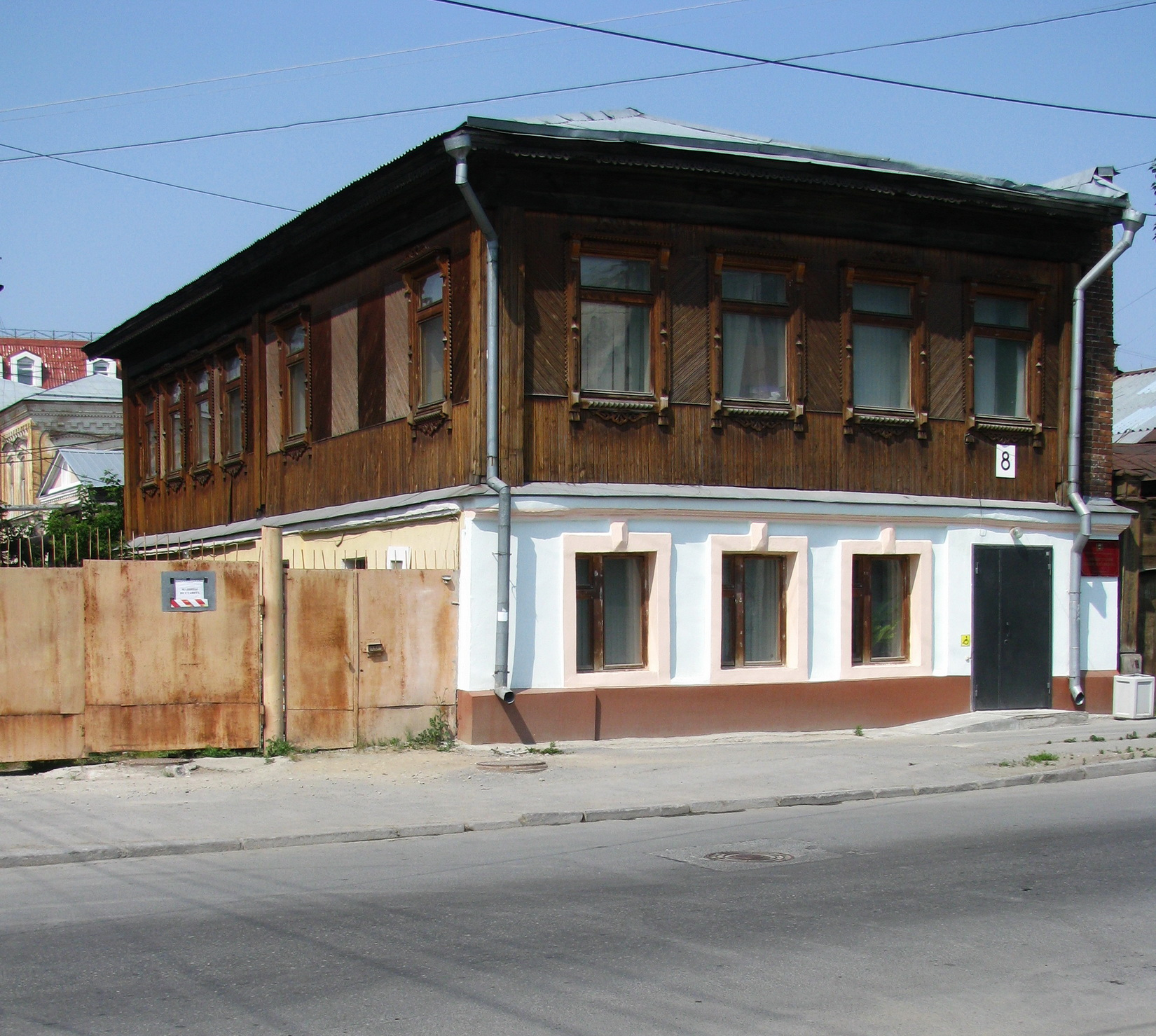
Дом в Екатеринбурге (ул. Чернышевского, 8), где жили родители Эрнста Неизвестного, и откуда его мать Беллу Дижур увезли в роддом

Эрик Неизвестный учился в школе № 16 Свердловска. С 1939 по 1942 год участвовал во Всесоюзных конкурсах детского творчества. С 1942 года учился в Средней художественной школе при В. А. Х. в Ленинграде (в 1941—1944 годах школа со всем коллективом находилась в эвакуации в Самарканде).
В августе 1942 года был призван в Красную армию. В этот период сменил имя на Эрнст, поскольку имя Эрик «звучало по-детски», однако мать и друзья по-прежнему называли его Эриком. Направлен на обучение курсантом в 1-е Туркестанское пулемётное военное училище (город Кушка, Марыйская область, Туркменистан). После окончания училища в октябре 1943 года младший лейтенант Неизвестный направлен в действующую армию в подразделения десантных войск на только что сформированный 4-й Украинский фронт. 14 марта 1944 года назначен командиром стрелкового взвода 260-го гвардейского стрелкового полка 86-й гвардейской стрелковой дивизии 5-й ударной армии. В дальнейшем в составе дивизии принимал участие во многих боевых операциях 2-го и 3-го Украинских фронтов, в том числе в штурме Будапешта. В конце Великой Отечественной войны 22 апреля 1945 года в Австрии был тяжело ранен (три межпозвоночных диска выбито, семь ушиваний диафрагмы, полное ушивание лёгких, открытый пневмоторакс), объявлен мёртвым и посмертно награждён орденом Красной Звезды, который был ему вручён через 25 лет, и медалью «За отвагу». После ранения три года ходил на костылях, с перебитым позвоночником, принимал морфий, борясь со страшными болями, стал заикаться.
После войны некоторое время преподавал черчение в Свердловском пехотном училище. В 1946—1947 годах обучался в Академии художеств Латвийской ССР в Риге, а затем, в 1947—1954 годах — в Московском художественном институте им. В. И. Сурикова, и был слушателем курсов на философском факультете Московского государственного университета. В 1955 году Эрнст Неизвестный становится членом секции скульпторов Московского отделения Союза художников СССР.
В 1962 году, после конфликта с Никитой Хрущёвым, Неизвестный исключен из Союза художников, лишён мастерской, после чего работал на заводе, литейщиком, каменщиком. Под псевдонимом помогал официальным художникам. В течение года за Неизвестным велась слежка, в последний год пребывания в СССР скульптора избивали на улице, ломали пальцы на руках.

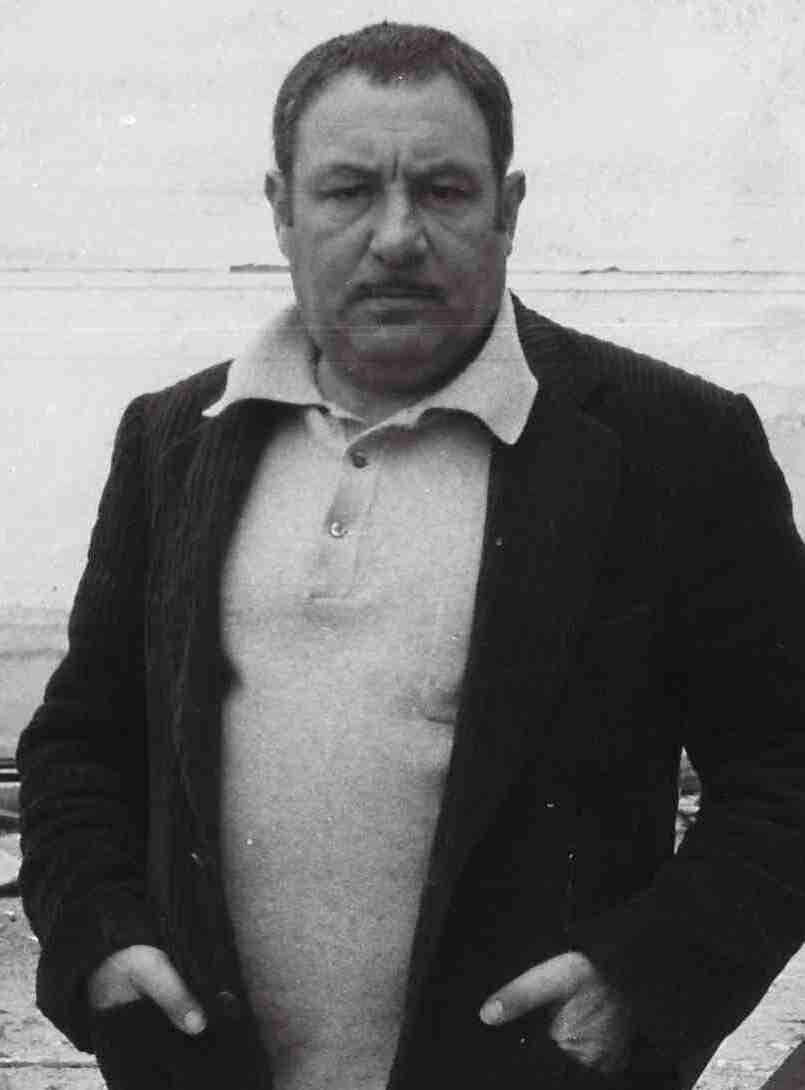
Неизвестный в 1975 году

17 июня 1973 года Неизвестный подал документы на выезд в Израиль. 10 марта 1976 года, после трёх лет пребывания в отказниках, скульптор покинул СССР и через Цюрих, Швейцария эмигрировал в США. С 1977 года Эрнст Неизвестный проживал в Нью-Йорке и работал в Колумбийском университете.
В 1996 году был советником по культуре президента РФ Бориса Ельцина.
Свой 80-летний юбилей отпраздновал в России. В последние годы жизни Неизвестный тяжело болел и перенес операцию на головном мозге. О последних годах Неизвестного существуют две версии. По одной версии, которую высказал племянник Неизвестного Андрей Рылов, жена скульптора Анна Грэм била мужа и выгнала из его дома Ольгу Неизвестную, единственную дочь скульптора. По версии ухаживавшей за Неизвестным Тамари Лабадзе, Анна преданно ухаживала за больным мужем.
Неизвестный скончался 9 августа 2016 года в Нью-Йорке, на 92-м году жизни. Отпевание происходило по православному чину в Никольском соборе на Манхеттене. Похоронен в США на Шелтер-Айленд.

### Семья
Дед, Моисей-Лейб Иосифович Неизвестный (Неизвестнов, 1874—1945), происходил из семьи кантониста Йоселя Неизвестного (1840—?), в 1900 году перевёз семью из Оренбурга в Белорецк, где открыл типографию на Белорецком заводе; в 1905 году семья (жена Эсфирь Ароновна и трое детей) перебралась в Верхнеуральск. Здесь М. И. Неизвестный основал самую большую в городе типографию в доме наследников Трофимовых на улице Коммерческой, а после революционных событий 1917 года работал наборщиком.
Отец — врач-оториноларинголог Иосиф Моисеевич Неизвестный (1898, Оренбург — 1979, Свердловск). Мать Эрнста Неизвестного — поэтесса Белла Абрамовна Дижур (1903—2006).
Двоюродный брат (по другим сведениям — дядя) — поэт Александр Петрович Межиров.
Эрнст Неизвестный был женат два раза.
Первая жена — керамист Дина Петровна (в девичестве Мухина), дочь — Ольга (род. 1958), художница. Детей у Ольги (внуков Неизвестного) нет.
Вторая жена (с 1995 года) — Анна Грэм (англ. Anna Graham, род. 1959), переводчица, личный секретарь и менеджер Эрнста Неизвестного.

## Творчество
Будучи студентом Суриковского института, Эрнст Неизвестный получил заказ на оформление новой экспозиции в музее Свердлова. Он выполнил две работы: горельеф «Яков Свердлов призывает уральских рабочих к вооруженному восстанию» и скульптуру «Яков Свердлов знакомит Ленина и Сталина». После высылки Неизвестного в Швейцарию руководство музея изъяло скульптуры из экспозиции, но благодаря музейным работникам, которые спрятали их в сарае, выполнявшем функцию фондохранилища, они сохранились. Восстановленные из обломков, работы Неизвестного были выставлены в Музее истории Екатеринбурга (так стал называться музей Свердлова) в мае 2009 года.
Работа третьего курса Эрнста Неизвестного получила международную медаль и была приобретена Третьяковской галереей. Работа пятого курса — «Строитель Кремля Фёдор Конь» была выдвинута на Сталинскую премию и куплена Русским музеем.
В 1954—1962 годах Неизвестный участвовал в молодёжных республиканских и всесоюзных выставках в Москве, в их числе выставка на VI Всемирном Фестивале молодёжи и студентов в 1957 году, где скульптор получил две премии; Всесоюзная художественная выставка «40 лет ВЛКСМ» в 1958; выставка произведений художников студии Э. Белютина («Таганка») в 1962 с участием Ю. Соостера, В. Янкилевского и Ю. Соболева-Нолева.
В начале 1950-х годов Эрнст Неизвестный создал серию скульптур «Война — это…», «Роботы и полуроботы», создавал целые альбомы рисунков под общим названием «Гигантомахия, или Битва гигантов».
В 1956 году художник приступил к работе над архитектурным монументом «Древо жизни» — гигантской скульптуры, символизирующей творческий союз искусства и науки. Этот проект, по словам скульптора, является основным проектом его жизни.
В 1957 году Неизвестный создаёт статую, ставшую известной — «Мёртвый солдат». Это лежащая фигура с почти истлевшим лицом, огромным отверстием в груди и закостеневшей, вытянутой вперед и всё ещё судорожно сжатой в кулак рукой — человека, последним жестом ещё символизирующего борьбу, движение вперёд.
Далее он создаёт образы, резко отличные от привычной станковой скульптуры тех лет, — «Самоубийца» (1958), «Адам» (1962—1963), «Усилие» (1962), «Механический человек» (1961—1962), «Двухголовый гигант с яйцом» (1963), фигура сидящей женщины с человеческим зародышем в утробе (1961).
В 1959 году Эрнст Неизвестный стал победителем Всесоюзного конкурса на создание монумента Победы в Великой Отечественной войне (жюри этого конкурса, в состав которого входили известные художники, скульпторы, архитекторы, общественные и военные деятели, определило, что ни один из представленных проектов принят быть не может; победители или призёры конкурса официально не объявлялись).
В 1961 году состоялась первая персональная выставка Неизвестного — в московском клубе «Дружба». В 1962 году он участвовал в знаменитой выставке в Манеже «30 лет МОСХа», разгромленной Никитой Хрущёвым, который назвал его скульптуры «дегенеративным искусством».
С 1965 года он — неоднократный участник художественных выставок на Западе.
Наиболее значительным произведением Неизвестного в советский период является горельеф из армянского туфа «Прометей и дети мира» (длиной 33 м) во Всесоюзном пионерском лагере «Артек» (1967) и «Цветок лотоса» (высотой 87 м), сооружённый у Асуанской плотины в Египте (1971) (архитектор Юрий Омельченко и супруга архитектора Петра Павлова оспаривают роль Э. Неизвестного в этом проекте, сводя его вклад — предоставление эскизов — к 6 % от общего вклада трёх авторов).
В 1970 году выходит роман Фёдора Достоевского «Преступление и наказание» с иллюстрациями Эрнста Неизвестного.
За свои работы Неизвестный подвергся критике со стороны тогдашнего главы Советского Союза Никиты Хрущёва, который в 1962 году на выставке назвал его скульптуры «дегенеративным искусством»:
— Почему ты так искажаешь лица советских людей?Н. С. Хрущёв
Глава государства не был оповещён, что Эрнст Неизвестный в 1959 году стал победителем Всесоюзного конкурса на создание монумента Победы в Великой Отечественной войне (то есть приобрёл определённую «статустность», отличающую его от остальных участников выставки) — иначе критика Хрущёва была бы не столь жёсткой.
После смерти Хрущёва, по просьбе родственников бывшего главы государства, в 1974 году Эрнст Неизвестный создал ему надгробный памятник на Новодевичьем кладбище.
В 1974 году выполняет огромный внутренний рельеф (970 м²) по периметру библиотеки в здании Московского института электронной техники в Зеленограде, а также часы над входом и скульптурные композиции во внутренних двориках.
В 1973—1975 годах Неизвестный создаёт восьмиметровый монумент «Сердце Христа» для монастыря в Польше.
В 1975 году Эрнст Неизвестный создаёт барельеф на здании архива ЦК компартии Туркмении в Ашхабаде. Это было последнее произведение в Советском Союзе перед эмиграцией. Теперь это одно из зданий Госархива.
С начала 1960-х годов и до своего отъезда скульптор создал более 850 скульптур — это циклы «Странные рождения», «Кентавры», «Строительство человека», «Распятия», «Маски» и другие. На свои скульптуры Неизвестный тратил почти все деньги, которые он зарабатывал, работая каменщиком или восстанавливая и реставрируя рельефы разрушенного храма Христа Спасителя, находящиеся в Донском монастыре. Из его 850 скульптур у него закупили 4.
10 марта 1976 года Неизвестный эмигрирует из СССР в Швейцарию (проживает в Цюрюхе), в 1977 году перебирается в США. В 1983 году Эрнст Неизвестный был избран профессором гуманитарных наук Орегонского университета (США), профессором философии Колумбийского университета. В 1986 году его избрали в Шведскую Королевскую Академию наук и Нью-Йоркскую Академию Искусств и Наук, а в 1989 году Неизвестный стал членом Европейской Академии искусств, наук и гуманитарных знаний.
В конце 1980-х годов по заказу галереи Магна (Magna Gallery) в Сан-Франциско (США) Неизвестный создал цикл «Man through the Wall», который был посвящён крушению коммунизма. В эти же годы Неизвестный читал лекции в университетах Орегона в городе Юджин и в университете Беркли в Калифорнии.
В 1987 году в шведском городе Уттерсберге (швед. Uttersberg) открылся музей «Древо жизни», посвящённый работам Эрнста Неизвестного.
В 1989 году он приезжал в Москву, читал лекции по культуре в МГУ. Был приглашён оформить монумент жертвам Холокоста в Риге и памятник жертвам сталинизма в Воркуте. В этом же году был снят художественно-публицистический фильм об Эрнсте Неизвестном «В ответе ль зрячий за слепца?» (режиссёр В. Бондарев).
В 1990 году он оформил памятник Андрею Сахарову. В октябре 1990 года подписал «Римское обращение». 22 апреля 1990 года Неизвестный посетил Свердловск по предложению общественной организации «Мемориал». 24 апреля 1990 года между Э. Неизвестным и заказчиками в лице Свердловского горисполкома и Свердловского «Мемориала» был заключён авторский договор на установку художественного произведения «Мемориал Жертвам сталинских репрессий» в виде горельефа из гранита высотой 15 метров. Неизвестный должен был предоставить заказчикам эскиз не позднее 1 июля 1990 года и рабочую модель не позднее 1 октября того же года. За эту работу Неизвестному полагался авторский гонорар в размере 700 тысяч долларов.

Маска скорби в Магадане

Неизвестный предполагал создать «Треугольник скорби», установив по одному памятнику жертвам советских репрессий в Екатеринбурге, Магадане и Воркуте. Этот проект был реализован частично. В 1996 году монументальное (высотой в 15 метров) произведение «Маска скорби» было установлено в Магадане. Доктор исторических наук Анатолий Хазанов назвал это «чудовищное, в стиле скульптур острова Пасхи, сооружение» «явным провалом скульптора Эрнста Неизвестного».
В Екатеринбурге установить «Маски скорби» Неизвестному так и не удалось при жизни. Сначала против памятника выступила местная общественность, включая архиепископа Мелхиседека. Неизвестный изменил эскиз, но на создание памятника не хватило денег. Проект «Масок скорби» переносили в Челябинск, но и там общественность выступила против памятника. Наконец в 2015 году Администрация города Екатеринбурга подписала с Эрнстом Неизвестным договор, который значительно менял проект. До открытия памятника Неизвестный не дожил. 20 ноября 2017 года памятник «Маски скорби: Европа-Азия» был открыт. По сравнению с первоначальным замыслом он был сильно изменён — высота уменьшена с 15 до 3 метров, вместо камня монумент выполнен в бронзе, а установили его не в центре Екатеринбурга, как планировал Неизвестный, а за чертой города — на 12 километре Новомосковского тракта на месте массового захоронения 30 х годов
Третий памятник «Треугольника скорби» — в Воркуте — не был создан.
В 1994 году по эскизам Неизвестного создан главный приз Всероссийского телевизионного конкурса ТЭФИ — статуэтка Орфея. А также: приз российской независимой премии «Триумф» — статуэтка «Золотой Эльф», и призовая статуэтка народной премии «Светлое прошлое» в виде символического изображения Кентавра, которая вручается в Челябинске знаменитым южноуральцам.
Эрнст Неизвестный также участвовал в выставках, как живописец. В частности, в юбилейной выставке на Гоголевском бульваре в 1995 году, посвященной 20-летию выставки живописи в павильоне «Пчеловодство» на ВДНХ вместе с Эдуардом Дробицким, Юлией Долгоруковой и другими художниками-нонконформистами.
В декабре 1997 года скульптура Эрнста Неизвестного «Великий кентавр» была передана в дар Европейской штаб-квартире ООН в Женеве, она установлена в парке Ариан, который окружает Дворец Наций.
В апреле 2000 года в Москве была открыта первая скульптура художника — «Возрождение». В 2003 г. в Кемерове на берегу реки Томи был открыт монумент «Память шахтёрам Кузбасса» работы Эрнста Неизвестного.
В октябре 2004 года Эрнст Неизвестный «посадил» в Москве своё семиметровое раскидистое «Древо жизни» — в вестибюле торгово-пешеходного моста «Багратион». В кроне можно разглядеть христианское распятие и ленту Мёбиуса, портреты Будды и Юрия Гагарина, сюжет изгнания из Рая и эзотерические символы.
Одна из последних монументальных работ Эрнста Неизвестного — памятник Сергею Дягилеву, установленный в Перми 15 мая 2007. Мастер начал работу над ним в 2004 году по предложению губернатора Пермской области Олега Чиркунова. Сейчас памятник установлен в Пермской Дягилевской гимназии.
Эрнст Неизвестный создал скульптурные композиции, украсившие многие города мира — скульптура «Исход и возвращение» в Элисте (посвящён депортации калмыков), «Золотое дитя» в Одессе.
Скульптурные композиции Неизвестного, выражающие его экспрессию и мощную пластику, часто составлялись из частей человеческого тела. Он предпочитал создавать скульптуры в бронзе, но его монументальные скульптуры создавались из бетона.

### Публикации
Неизвестный оставил после себя мемуары, эссе и очерки. Среди очерков Неизвестного следующие:
- «Диалог с Хрущёвым»;
- «Катакомбная культура и официальное искусство»;
- «Будущее режима»;
- «Беда и счастье русского художника».

Неизвестный публиковался в журнале «Посев», который выпускался антисоветским движением «Народно-трудовой союз российских солидаристов».

## Память

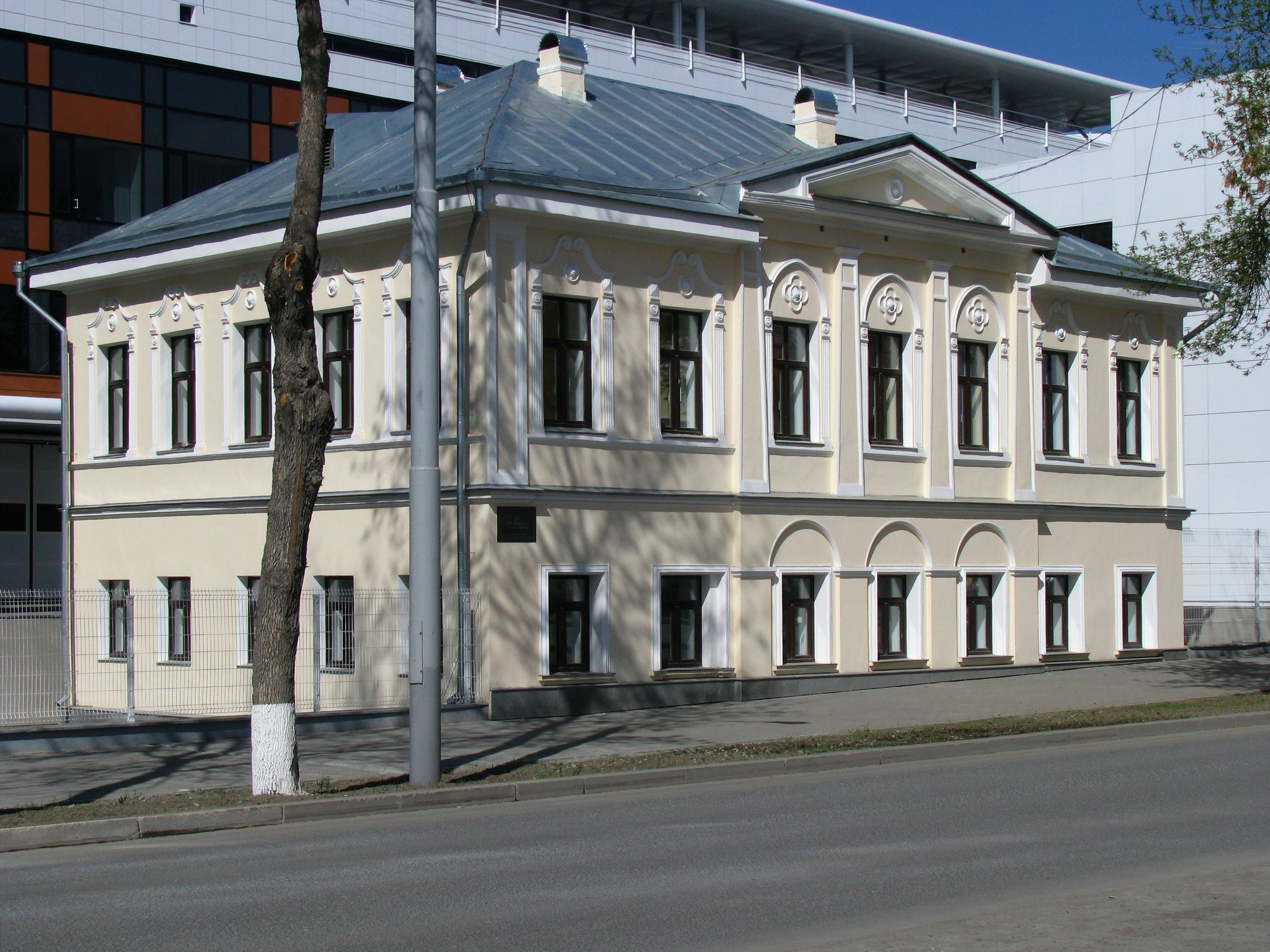
Художественный Музей Эрнста Неизвестного в Екатеринбурге

- В Уттерсберге[швед.] (Швеция) существует музей скульптур Неизвестного.
- Несколько скульптурных изображений распятия, созданных Неизвестным, приобрёл папа римский Иоанн Павел II для музея Ватикана.
- В Екатеринбурге 9 апреля 2013 года, в день 88-летия скульптора, был открыт первый в России Художественный Музей Эрнста Неизвестного (филиал Свердловского областного краеведческого музея). Экспозиция музея составлена из работ, полученных в дар как от самого скульптора, так и из других коллекций.
- В 2017 году в Екатеринбурге на доме (ул. Физкультурников, 30), где в 1937—1945 годах жил Эрнст Неизвестный, установили мемориальную доску.

## Награды и звания
- Орден «За заслуги перед Отечеством» III степени (9 апреля 1996 года) — за выдающиеся заслуги в развитии изобразительного искусства[41]
- Орден Почёта (6 апреля 2000 года) — за большой вклад в развитие изобразительного искусства[42]
- Орден Красной Звезды (4 мая 1945 года) — за образцовое выполнение боевых заданий командования на фронте борьбы с немецкими захватчиками и проявленные при этом доблесть и мужество[43]
- Медаль «За отвагу» (6 ноября 1947 года) — за отвагу и храбрость, проявленные в боях с немецкими захватчиками в Великой Отечественной войне[44]
- Государственная премия Российской Федерации 1995 года в области литературы и искусства (в области изобразительного искусства) (27 мая 1996 года) — за серию скульптурных произведений из бронзы[45]
- Зарубежный почётный член Российской академии художеств[46]

Был награждён медалью за участие в Великой Отечественной войне (1995).
Лауреат частной Царскосельской премии (1998), Лауреат «Премии Кузбасса» за создание памятника погибшим шахтёрам в Кемерове (2003).

## Судьба творческого наследия
По словам вдовы Неизвестного Анны Грэм, когда Эрнст умер, на их совместном банковском счете находились 3,5 тыс. долларов. Грэм утверждала, что была вынуждена продать квартиру своих родителей и портрет своей матери работы Владимира Вейсберга, а на вырученные от этого 300 тыс. долларов устроить Неизвестному похороны. Племянник Неизвестного Андрей Рылов утверждал, что Грэм продавала работы Неизвестного для личной выгоды и ведения собственного роскошного образа жизни.
После смерти Неизвестного в его мастерской, в загородном доме и парке около загородного дома в США осталось около 100 его работ. Эти произведения стали предметом суда между наследниками — вдовой Неизвестного и его дочерью Ольгой. Представителем Ольги в суде стал племянник Неизвестного Андрей Рылов.
Эрнст Неизвестный не оставил действующего завещания. Оригинал завещания Неизвестного сгорел, по словам его вдовы Анны Грэм, в 1998 году. Однако осталась копия завещания, согласно которой единственным душеприказчиком скульптора стала Анна Грэм.

## Галерея

Скульптура «Золотое дитя» установлена в морском порту города Одесса 9 мая 1995 года
Мемориал «Память шахтёрам Кузбасса», Кемерово
Барельеф «Вечный круговорот». Донской крематорий
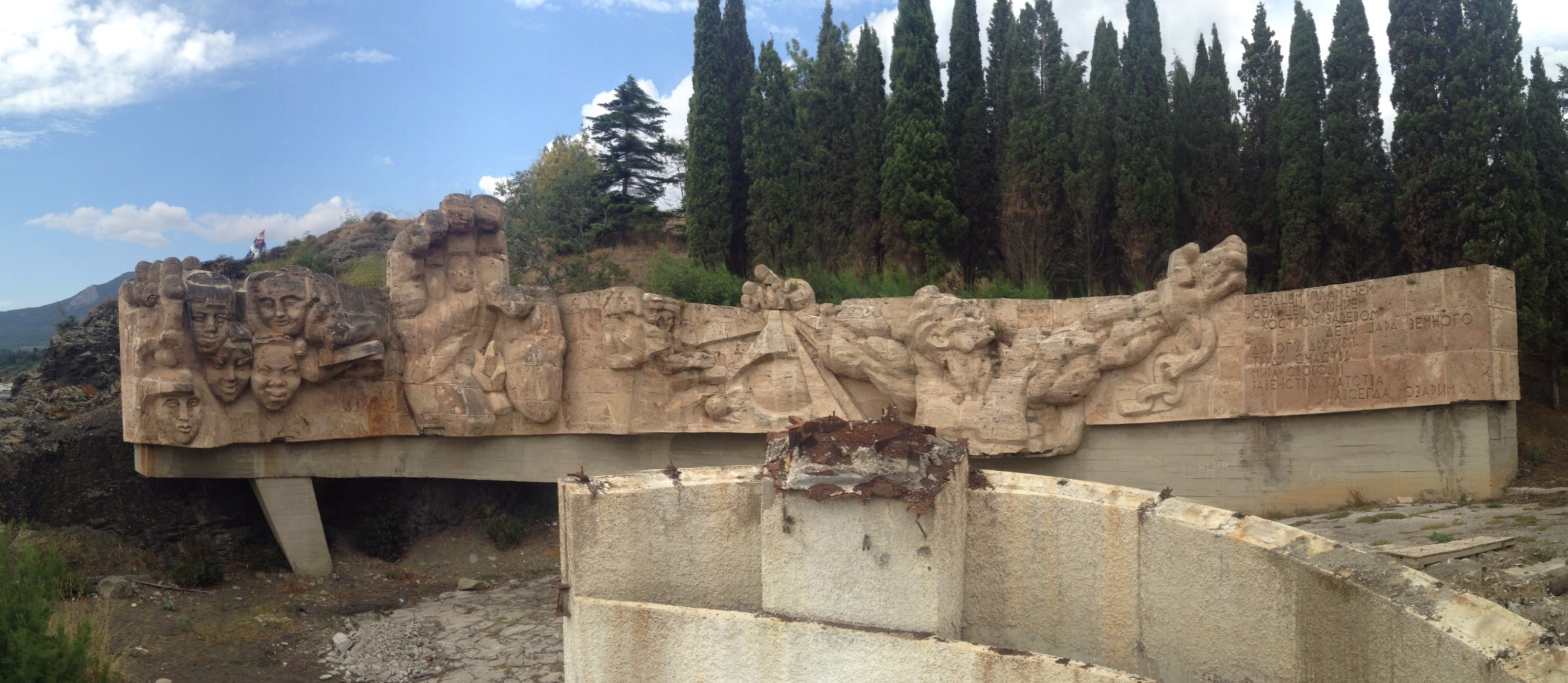
Монумент «Дружба детей мира», Артек
Надгробный памятник Н. С. Хрущёву на Новодевичьем кладбище
Скульптура «Древо жизни», Москва